# 魏鴻
魏鴻，字儀軒，贵州贵阳人，清朝政治人物、進士出身。

## 生平
嘉慶二十二年（1817年）丁丑科進士，二甲六十七名，官戶部郎中。